# Maria Kristina av Sachsen
Maria Christina av Sachsen och Kurland, född 1770 i Dresden, död 1851 i Paris, var en prinsessa av Savojen, gift 1797 i Turin med prins Carlo Emanuel av Savojen-Carignano. 
Hon var dotter till prins Karl Kristian Josef av Sachsen , som även varit hertig av Kurland under tiden 1758-1763, och Franciszka Corvin-Krasińska. 
Hon gifte 1816 om sig med den franske prinsen Jules Maximilien Thibault de Montleart (1787-1865), och bosatte sig med honom i Wien 1824.